# Dordognebrücke von Souillac
Die Dordognebrücke von Souillac (französisch Pont de Souillac; Pont Louis Vicat) ist eine Steinbogenbrücke, die am südöstlichen Ortsrand von Souillac im französischen Département Lot die Dordogne überquert und damit die Verbindung über die Straße D 820 nach Cahors und Toulouse im Süden herstellt. Ihr offizieller Name ist Pont de Lanzac nach dem Ort am anderen Ufer.
Die insgesamt 180 m lange Brücke hat sieben etwas abgeflachte Bögen mit einer Spannweite von je 22 m zwischen massiven breiten Pfeilern. Sie ersetzte eine Fähre, die den Verkehr nicht mehr bewältigen konnte. Ihr Bau wurde 1812 von dem damals erst 26-jährigen Louis-Joseph Vicat begonnen, einem Ingenieur der École Nationale des Ponts et Chaussées. Wegen Finanzierungsschwierigkeiten konnte er sie erst 1824 fertigstellen.
Die zuweilen reißendes Hochwasser führende Dordogne ließ erhebliche Schwierigkeiten bei der Gründung der Brückenpfeiler erwarten. Vicat begann hier mit seinen Versuchen mit hydraulischen Kalken, um ein Bindemittel zu finden, das schneller aushärten würde als die bisher üblichen Mischungen aus Kalk, gemahlenen Ziegeln und Eisenschlacke. Er erfand schließlich den künstlichen hydraulischen Kalk, veröffentlichte seine Ergebnisse und legte damit die Grundlagen für das Verständnis sowohl von Zement als auch von Kalkmörtel. Mit der Genehmigung der Kommission für Straßen und Brückenbau konnte er seine Erfindung bei den Fundamenten der Dordognebrücke einsetzen. Eine Gedenktafel an der Brücke erinnert daran.
Wenn die Dordognebrücke gelegentlich als die erste große Betonbrücke bezeichnet wird, so ist das deshalb nur mit der Einschränkung richtig, dass der von Vicat erfundene hydraulische Kalk ein Vorläufer des Zements war und noch keinen Beton im heutigen Sinn ergab, und Vicat den neuen Baustoff nur in den Fundamenten und Pfeilern anwendete, nicht aber in den Steinbögen.
Die Dordognebrücke hat bezüglich der Entwicklung der Statik der Brückenbogen gewisse Bedeutung erlangt, als Vicat als einer der ersten das periodische Öffnen und Schließen der Fugen an den eingespannten Bögen in Abhängigkeit von der Temperatur beobachtete und verfolgte, daraus aber noch keine Probleme für die Standsicherheit der Brücke ableitete.